# Santee, Kalifornija
Santee je ime predmestnega območja v kalifornijskem okrožju San Diego. Ob popisu prebivalstva leta 2010 je znotraj njega živelo 53,413 ljudi. Leži le 29 kilometrov od obale Tihega oceana, s katero ga povezuje avtocesta State Route 52.

## Zgodovina
Staroselski prebivalci območja so bili ljudstvo Kumeyaay, ki so na obrežju današnje reke San Diego ustanovili naselje po imenu Sinyeweche. Mestu je ime posodil  Milton Santee, drugi mož Jennie Blodgett, katere prvi mož je bil George A. Cowles, pionir in lastnik več rančev na širšem območju San Diega.  
5. marca 2001 je 15-letni Charles Andrew Williams streljal v moškem stranišču srednje šole Santana High School in pri tem ubil dva dijaka ter ranil trinajst drugih. Svoje zločine je priznal in bil obsojen na 50 let zapora.

## Srednje šole
V Santeeju sta dve srednji šoli, ki obe spadata v Šolsko okrožje Grossmont: 
- Santana High School
- West Hills High School